# Rayyanah Barnawi
Rayyanah Barnawi (arabisch ريانة برناوي, DMG Rayyāna Barnāwī; * September 1988 in Dschidda, Saudi-Arabien) ist eine saudi-arabische Medizintechnikerin und Raumfahrerin.

## Leben
Barnawi studierte Medizintechnik an der University of Otago in Neuseeland und machte dort ihren Bachelor. Sie setzte ihr Studium an der Alfaisal-Universität in Riad fort, wo sie ihren Master machte. Dann arbeitete sie in der Stammzellforschung am King Faisal Specialist Hospital and Research Centre in Riad.

## Hobbys
In ihrer Freizeit widmet sich Barnawi dem Gerätetauchen, dem Gleitschirmfliegen, dem Wildwasser-Sport und dem Bergwandern. Sie betreibt diese Sportarten in der Türkei, in Neuseeland, in Indonesien und anderen Ländern.

## Axiom Mission 2
2022 stellte Axiom Space die Mannschaft der Axiom Mission 2 zusammen. Neben Barnawi als Missionsspezialistin gehörten Peggy Whitson als Kommandantin der  Mission, John Shoffner als Pilot und Ali Alqarni als Missionsspezialist zur Mannschaft. Barnawi forschte während ihres Aufenthaltes auf der ISS zu Stammzellen und Brustkrebs. Die vier Raumfahrer starteten am 21. Mai 2023 21:37 UTC (= 23:37 MESZ) mit einem Dragon-2-Raumschiff auf einer Falcon 9 vom Kennedy Space Center. Das Raumschiff dockte am 22. Mai 2023 um 13:10 UTC (= 15:10 MESZ) an der ISS an. Am 30. Mai 2023 um 15:05 UTC dockte die Raumkapsel ab und landete am 31. Mai 2023 um 3:04 UTC im Golf von Mexiko.